# Moste (Žirovnica, Slovenija)
Moste je naselje u slovenskoj Općini Žirovnici. Moste se nalazi u pokrajini Gorenjskoj i statističkoj regiji Gorenjskoj. 

## Stanovništvo
Prema popisu stanovništva iz 2002. godine naselje je imalo stanovnika.